# Oberea matangensis
Oberea matangensis är en skalbaggsart. Oberea matangensis ingår i släktet Oberea och familjen långhorningar.

## Underarter
Arten delas in i följande underarter:
- O. m. matangensis
- O. m. vientianensis